# Ash Mountain
Ash Mountain är ett berg i Kanada.   Det ligger i provinsen British Columbia, i den centrala delen av landet, 3 900 km väster om huvudstaden Ottawa. Toppen på Ash Mountain är 2 125 meter över havet.
Terrängen runt Ash Mountain är huvudsakligen kuperad. Ash Mountain är den högsta punkten i trakten. Trakten runt Ash Mountain är nära nog obefolkad, med mindre än två invånare per kvadratkilometer.. Det finns inga samhällen i närheten.
Trakten runt Ash Mountain består i huvudsak av gräsmarker.